# Eirene proboscidea
Eirene proboscidea is een hydroïdpoliep uit de familie Eirenidae. De poliep komt uit het geslacht Eirene. Eirene proboscidea werd in 1999 voor het eerst wetenschappelijk beschreven door Bouillon & Barnett. 